# Pedro de Leucata
Pedro de Leucata (Leucate, ? - Sigüenza, 20 de mayo de 1156) fue un eclesiástico rosellonés, obispo de Sigüenza desde 1154.

## Biografía
Oriundo de Leucate, en el Rosellón, llegó a España llamado por su tío Bernardo de Agén, quien después de reconquistar Sigüenza en 1124 había sido nombrado primer obispo de su diócesis tras 400 años de ocupación árabe. En 1144 Pedro era prior de los canónigos reglares de Sigüenza, y nueve o diez años más tarde, tras la muerte de Bernardo, le sucedió en el obispado.
Algunos de los hechos más relevantes de su breve episcopado fueron la fundación del monasterio cisterciense de Cantavos, que años después sería trasladado al de Santa María de Huerta, 
la asistencia al concilio de Salamanca convocado por el cardenal Giacinto Bobone en 1154, 
el pleito mantenido con el obispo de Osma relativo a los límites territoriales de ambas diócesis, que supuestamente había quedado resuelto en el concilio de Letrán de 1139, pero que todavía duraba, 
o la continuación de la construcción de la catedral, en cuya capilla mayor fue sepultado tras su muerte en 1156.
| Predecesor: Bernardo de Agén | Obispo de Sigüenza 1154 - 1156 † | Sucesor: Cerebruno |